# Texas Cavalry Medal
La Texas Cavalry Medal ("Médaille de la cavalerie du Texas") est une médaille de service médaille créée par une loi du Congrès le 16 avril 1924. Il a été décerné pour avoir servi dans la Texas Cavalry entre le 25 septembre 1918 et le 11 novembre 1918.

## Historique
Pendant la Première Guerre mondiale, le Texas a levé et entraîné deux brigades de cavalerie en prévision de leur mobilisation en janvier 1919 et de leur service ultérieur sur les champs de bataille de France. La fin soudaine de la guerre, le 11 novembre 1918, a empêché la mobilisation des brigades et a rendu leurs membres inéligibles à la World War I Victory Medal (médaille de la Victoire). 
En 1922, la délégation du Congrès du Texas a fait pression pour qu'une médaille soit approuvée afin de reconnaître le service unique de ces troupes. Le 16 avril 1924, le Congrès a autorisé la délivrance de la Texas Cavalry Medal aux personnes ayant servi dans les deux brigades de cavalerie. La médaille a été conçue par M. Anthony de Francisci et autorisée par la loi publique 91 du 68e Congrès. Elle constitue un témoignage durable du patriotisme et du dévouement des cavaliers du Texas pendant la Première Guerre mondiale.

## Conception
La médaille hexagonale en bronze mesure 1 1/8 pouces (29 mm) de diamètre. L'avers représente le lupin bleu (Lupinus texensis), la fleur de l'État du Texas. Les mots AWARDED BY CONGRESS FOR SERVICE, en haut de la médaille, et TEXAS CAVALRY, en bas de la médaille, sont inscrits sur le pourtour. Le revers de la médaille porte les armoiries du Texas, une étoile solitaire entourée d'une couronne, entourées des dates de service en 1918, lorsque la cavalerie est devenue éligible à l'activation fédérale, et de la signature de l'armistice qui a mis fin à la Première Guerre mondiale.